# Drymodromia trivittata
Drymodromia trivittata är en tvåvingeart som beskrevs av Smith 1969. Drymodromia trivittata ingår i släktet Drymodromia och familjen dansflugor. Inga underarter finns listade i Catalogue of Life.